# Neoseiulus orientalis
Neoseiulus orientalis är en spindeldjursart som först beskrevs av El-Halawany och Kandeel 1985.  Neoseiulus orientalis ingår i släktet Neoseiulus och familjen Phytoseiidae. Inga underarter finns listade i Catalogue of Life.